# 1988 no jornalismo
Nesta página encontrará referências aos acontecimentos directamente relacionados com o jornalismo ocorridos durante o ano de 1988.

## Eventos
Estreia no SBT o TJ Brasil. Apresentado por Boris Casoy, logo chamou a atenção por ter um apresentador que comentava as notícias, algo inédito até então na TV brasileira.

## Nascimentos
| Data | Nome | Profissão | Nacionalidade | Observações | Ref |
| ---- | ---- | --------- | ------------- | ----------- | --- |

## Mortes
| Data          | Nome                       | Profissão                                                                                | Nacionalidade | Observações | Ref |
| ------------- | -------------------------- | ---------------------------------------------------------------------------------------- | ------------- | ----------- | --- |
| 19 de janeiro | Renato de Medeiros Barbosa | jornalista e advogado e político                                                         | Brasil        | n. 1902     |     |
| 9 de junho    | Costa Júnior               | jornalista                                                                               | Portugal      | n. 1906     |     |
| 23 de agosto  | Menotti Del Picchia        | poeta, jornalista, tabelião, advogado, político, romancista, cronista, pintor e ensaísta | Brasil        | n. 1892     |     |